# Lagurka

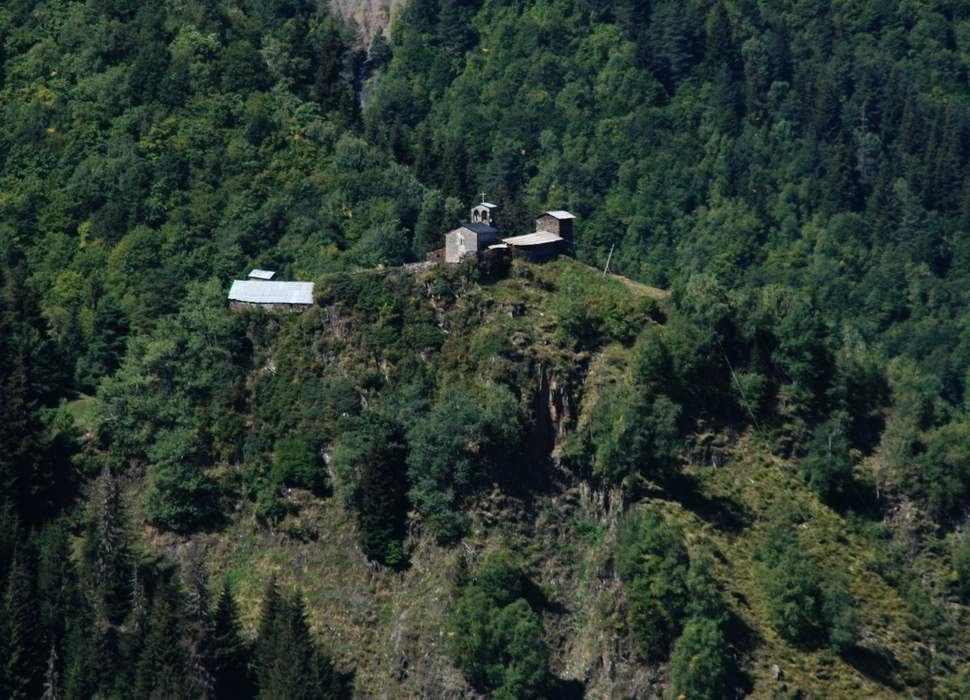

A igreja dos Santos Ciríaco e Julita de Kala (em georgiano:  კალას წმინდა კვირიკესა და ივლიტას სახელობის ეკლესია) conhecida localmente como Lagurka (ლაგურკა), é uma igreja medieval em Mestia, região de Mingrélia-Alta Suanécia. A área faz parte da região histórica e cultural do Alta Suanécia, onde Lagurka é considerada o principal santuário cristão, sua designação deriva do nome Ciric no idioma local. É uma igreja-salão, decorada com afrescos pintados por Tevdore em 1111-1112, um dos pontos altos da arte monumental da Geórgia medieval. A igreja está inscrita na lista de monumentos culturais da Geórgia.

## História
Lagurka está aninhada em uma colina alta acima da vila de Khe, na unidade territorial de Kala, município de Mestia, na margem esquerda do rio Inguri, a cerca de 2200 metros acima do nível do mar. É dedicada aos primeiros mártires cristãos, Ciríaco e Julita, que são venerados como santos padroeiros da comunidade Kala, que considera a igreja o santuário mais sagrado. Ela abriga um festival anual de peregrinação, kvirikoba ("dia de Ciríaco"), que é comemorado anualmente em 28 de julho. Nas palavras do historiador Ekvtime Takaishvili "para eles lagurka é o que para os gregos antigos era Delfos, o símbolo de sua unidade".

## Afrescos

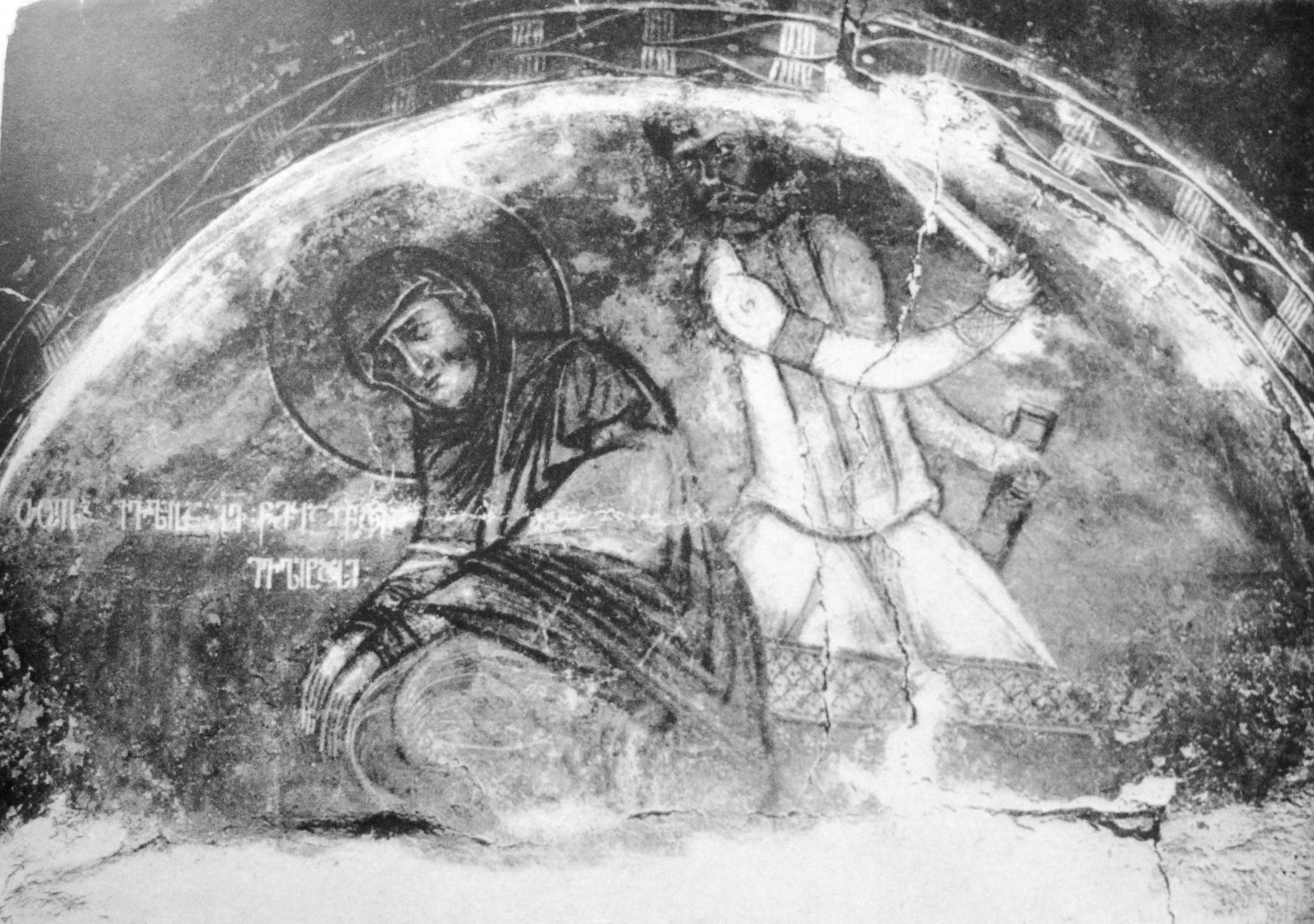
Martírio de Santa Julita, afresco de Lagurka.

A igreja é completamente pintada em afresco, com inúmeras inscrições explicativas. Alguns deles desapareceram. Uma inscrição parcialmente danificada, na parede oeste, data as pinturas em 1111 ou 1112, nomeia os doadores, os Aznauri da comunidade Kala, e menciona um pintor cujo nome é reconstruído, por analogia com as duas igrejas de Iprari e Nakipari, como Tevdore. As pinturas na concha e a iconostase, danificadas por um terremoto, foram restauradas posteriormente por certo Giorgi, filho de Anton, como revelado em uma inscrição na pilastra do sul. O cofre do santuário é adornado com um Deesis, onde Cristo segura um pergaminho com um texto de João 8:12: "Eu sou a luz do mundo. Quem me segue não caminha no escuro." Existem mais quatro cenas cristológicas: a Natividade, a Crucificação, o Batismo e a Ressurreição nas paredes sul e norte. O programa iconográfico também inclui representações de vários santos, como Bárbara, Catarina, Estêvão, Cristina, Jorge e Teodoro, e duas cenas do martírio dos santos titulares da igreja: Julita e Ciríaco. As pinturas destacam-se pela expressividade emocional e posicionamento cuidadosamente concebido. A distribuição dos afrescos segue a seção arquitetônica do interior e sugere uma relação simbólica entre várias cenas e imagens. 
Lagurka contém uma rica coleção de vários itens da igreja de diferentes períodos. Isso inclui manuscritos, cruzes, ícones e utensílios, produzidos localmente e trazidos de outras partes da Geórgia ou do exterior.